# RV Tauri
RV Tauri è una stella variabile visibile nella costellazione del Toro. È una supergigante gialla, prototipo della classe di stelle variabili RV Tauri; il tipo spettrale varia da G a M, al variare della sua luminosità, e la sua luminosità deriva da pulsazioni radiali della sua superficie, come avviene per esempio per le cefeidi.
Fu scoperta variabile nel 1905 da Lydia Ceraski; osservazioni negli anni a seguire determinarono che la stella aveva dei minimi irregolari nel suo ciclo di variabilità di 78 giorni circa.
Vennero osservate piccole differenze dei minimi su scala di 1100 giorni, che sono probabilmente dovuti al fatto che la stella è anche una binaria a eclisse, circondata da un disco di polveri.